# Dóra Csabai
Dóra Csabai (Budapest, 20 aprile 1989) è una pallanuotista ungherese.

## Palmarès
- Europei

Eindhoven 2012: 
Budapest 2014: 
Belgrado 2016: 
- Universiadi

Belgrado 2009: 
Kazan' 2013: 